# Christian August Vulpius
Christian August Vulpius (más nevei: Anshelmo Mercello Thuring és Tirso de Milano) (Weimar, 1762. január 23. vagy 1762. január 22. – Weimar, 1827. június 25. vagy 1827. június 26.) német író volt.

## Élete
Christian August Vulpius a korábbi szász–weimari hercegi hivatalnok, Johann Friedrich Vulpius és felesége, Margarethe (született Riehl) legidősebb gyermeke volt. 1806-ban nővére, Christiane házasságot kötött Johann Wolfgang von Goethe-vel, ezzel Vulpius a költőfejedelem sógora lett.
Iskoláit a weimari Wilhelm-Ernst Gimnáziumban végezte, majd jogi tanulmányokba kezdett a Jénai Egyetemen, később ugyanezt a szakot Erlangerben folytatta. Már ekkor megjelentek első írásai, melyekhez Goethe is tanácsokkal segítette.
Goethe közbenjárására 1789 őszén a lipcsei Georg Joachim Göschen könyvkereskedő titkárként alkalmazta Vulpius-t. Később a weimari színháznál dolgozott librettistaként és szövegíróként Giuseppe Bellomo és Goethe számára. 1797-ben állandó állást kapott a weimari könyvtárban jegyzőként - itt is valószínűleg Goethe segítette.  1800-ban könyvtári titkárrá léptették elő.

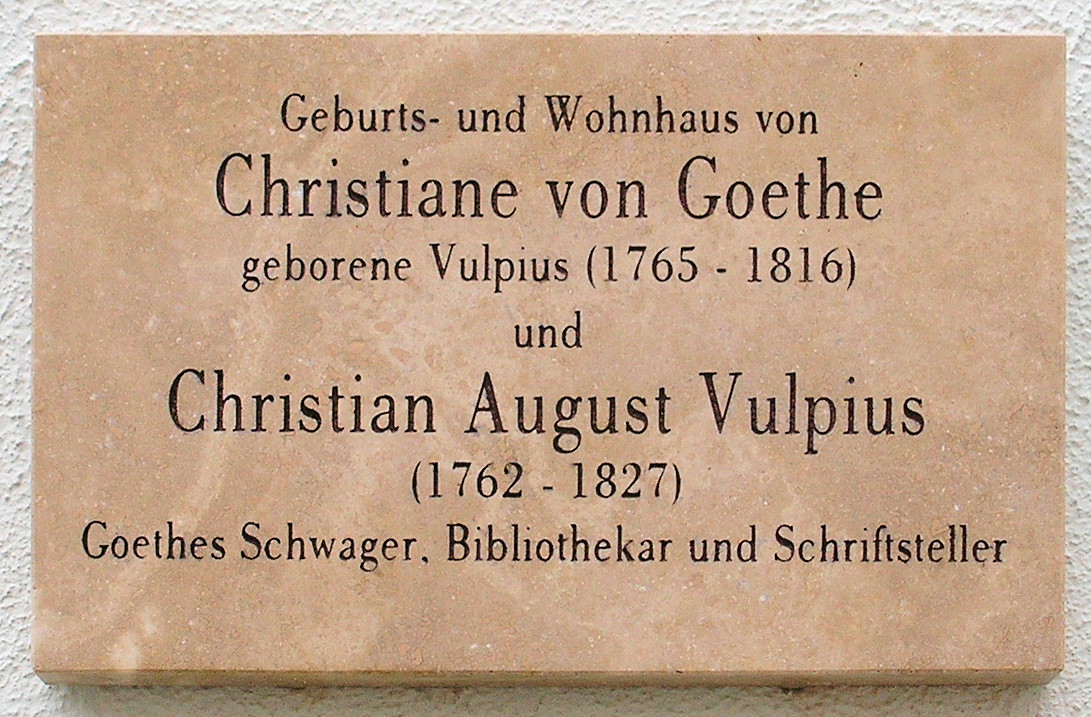
Emléktábla a weimari Luthergasse 5 alatt lévő szülőház falán.

1801. május 18-án feleségül vette Helene de Ahnát (1780–1857), akitől két fia született: Rinaldo (1802–1874) és Felix (1814–1895). 1803-ban a Jénai Egyetem bölcsészdoktori (Dr. Phil.) címet adományozott neki. Két évvel később rendes könyvtárossá és éremfelügyelővé nevezték ki. 1816-ban „nagyhercegi tanácsos” címet kapott, és ugyanebben az évben a „Fehér Solymár Rend” lovagjává ütötték.
1817-ben fiával, Rinaldóval részt vett az első wartburgi fesztiválon. 1819-20-ban Goethe megbízásából ásatásokat vezetett a wohlsborni Bärenhügelnél (Medve-domb).
1824-ben érte első szélütése, ami után munkaképessége jelentősen csökkent, emiatt nyugdíjba vonult. 1827 februárjában második szélütést kapott, ágyhoz kötötten élt tovább.
Sírja a weimari történelmi temetőben (Historischer Friedhof) található.

## Rinaldo Rinaldini

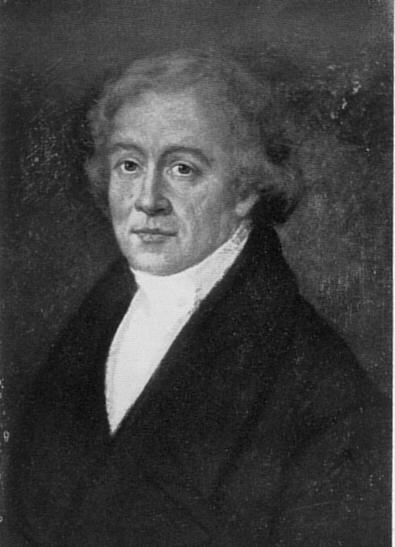
Christian August Vulpius

Vulpius hírneve szinte kizárólag a rablóregény műfajába tartozó Rinaldo Rinaldini, a rablóvezér című művének köszönhető. Ez a ponyvaregény tökéletesen megtalálta a közönség ízlését, számos kiadást ért meg, és számos feldolgozást is megihletett. Vulpius több folytatást is írt a műhöz. Ilyenek, például: 
- Lionardo Monte Bello oder der Carbonari-Bund. Fortsetzung der Geschichte des Räuberhauptmanns Rinaldini (Lionardo Monte Bello, avagy a Carbonari-szövetség. Rinaldini rablóvezér történetének folytatása), Lipcse, 1821. Ebben Rinaldini fia, Lionardo, a Carbonaria mozgalom vezetőjeként jelenik meg.
- Nicanor, der Alte von Fronteja (Nicanor a Fronteja-i öreg), Lipcse, 1823 (?), amely a regénysorozat szerves, befejező része lett.

A regény magyar kiadásai:
- Rinaldo Rinaldini a legszebb és leghíresebb rablóvezér élettörténete, csodás kalandjai, merész tettei és halála. Regény. 4. kiadás. (8-r. 406 l.) Bpest, 1893. Rózsa K. és neje. Kötve 2.
- Rinaldo Rinaldini a világhírű rablóvezér élete és csodás kalandjai. Újra átdolgozta Rényi Gyula. (k. 8-r. 187 l.) Szeged, 1899. Gönczi J. József. 2.
- Rinaldo Rinaldini, vagy az Abruzzok hőse. (8-r. 76 l.) Bpest, 1886. Bartalits Imre nyomdája.
- Christian Vulpius: Haramiák kapitánya – Rinaldo Rinaldini históriáját fordította és az ifjúság számára átdolgozta: Szinnai Tivadar; illusztrációk: Benkő Sándor. Móra Ferenc Ifjúsági Könyvkiadó (Delfin könyvek), Budapest (HU ISSN 0324-3222, ISBN 963 11 5227 8). Kiadások: I. 1969 (76 000 példányban); II. ?; III. 1975; IV. 1987. (Ez a magyar változat - kiadástól függően - kb. 250 oldalt tartalmaz, amely az eredeti teljes német szöveg kb. egyharmada.)

Filmfeldolgozások:
- 1927: Luciano Albertini játszotta a főszerepet a Max Obal rendezésében készült azonos című első filmváltozatban.
- 1968: Az ARD csatorna népszerű azonos című tévésorozata Fred Williams főszereplésével.

Zene:
A „Rinaldo Rinaldini” c. népdal valamikor a 19. században született. 
1972-ben Renate Kern német énekesnő azonos című popdalala sláger lett.

## Irodalom

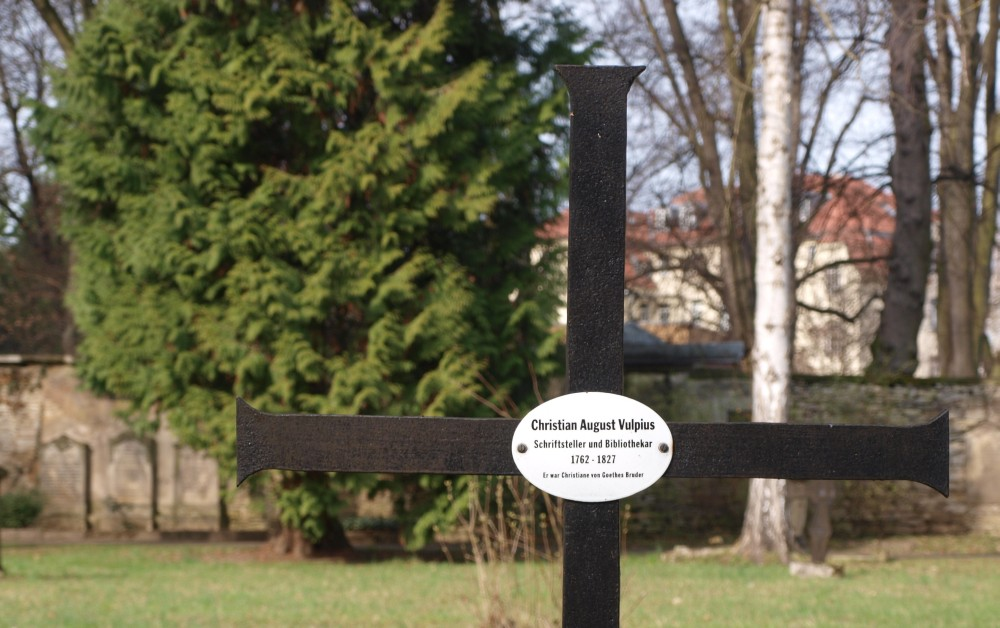
Christian August Vulpius sírkeresztje a weimari történelmi temetőben

## Művei
Az alábbi lista nem teljes.
| Sor-szám | Eredeti cím | Magyar fordítás | Kiadó                                               | Év        | Online elérhetőség                                                                                        |
| -------- | --- | --- | --------------------------------------------------- | --------- | --- |
| 1        | Oberon und Titania oder Jubelfeier der Wiederversöhnung, ein Vorspiel bei der Höchsterfreulichen Geburt des Durchlauchtigsten Erbprinzen zu Sachsen-Weimar und Eisenach | Oberon és Titánia, avagy a kibékülés ünnepe – előjáték a fenséges szász–weimar–eisenachi örökös herceg születésének örömére | Mauke, Jéna                                         | 1783      | Szász-Anhalti Egyetemi és Tartományi Könyvtár digitális archívuma                                         |
| 2        | Eduard Rosenthal. Eine abenteuerliche Geschichte | Kalandos történet | Karl Friedrich Schneider, Lipcse                    | 1784      | Google Könyvek (GK) archívuma (németül)                                                                   |
| 3        | Geschichte eines Rosenkranzes, Carl Ludolf Hoffmans seel | A rózsakeresztesek története, Carl Ludolf Hoffmann özvegye kiadásában                                                       | Carl Ludolf Hoffmans seel. Wittwe und Erben, Weimar | 1784      | Weimari Herzogin Anna Amalia Könyvtár digitális archívuma (WHAAK)                                         |
| 4        | Abentheuer des Ritters Palmendos | Palmendos lovag kalandjai                                                                                                   | Karl Friedrich Schneider, Lipcse                    | 1784      | Berlini Állami Könyvtár (BÁK) digitális archívuma                                                         |
| 5        | Abenteuer des Prinzen Kalloandro, Theil 1 | Kalloandro herceg kalandjai, 1. kötet                                                                                       | Carl Friedrich Rellstab, Berlin                     | 1785      | |
| 6        | Abenteuer des Prinzen Kalloandro, Theil 2 | Kalloandro herceg kalandjai, 2. kötet                                                                                       | Carl Friedrich Rellstab, Berlin                     | 1785      | Göttingeni Egyetem Könyvtár (GEK) digitalizálási projektje                                                |
| 7        | Betrug über Betrug oder Die schnelle Bekehrung, ein Lustspiel in einem Aufzuge                                                                                          | Csalás csalás után, avagy A gyors megtérés – vígjáték egy felvonásban                                                       | Weyer, Berlin                                       | 1785      | |
| 8        | Eduard Rosenthal. Eine abenteuerliche Geschichte, Theil 2 | Kalandos történet | Karl Friedrich Schneider, Lipcse                    | 1785      | |
| 9        | Mein Himmel. Ein Gedicht | Mennyországom. Egy vers | Carl Friedrich Rellstab, Berlin                     | 1785      | |
| 10       | Meine Hölle. Ein Gedicht | Poklom. Egy vers | Carl Friedrich Rellstab, Berlin                     | 1785      | BÁK digitális archívuma                                                                                   |
| 11       | Die Seelenwanderung, eine Posse in zwei Aufzügen | A lélekvándorlás – vígjáték 2 felvonásban                                                                                   | Arnold Wever, Berlin                                | 1786      | |
| 12       | Gabrino, einer der abenteuerlichsten Ritterromane, mit eben so abenteuerlicher Musik                                                                                    | Gabrino – a legkalandosabb lovagregények egyike, hasonlóan kalandos zenével, 1-2. kötet                                     | Rellstab, Berlin                                    | 1786      | |
| 13       | Italienische Anekdoten aus dem Reisejournal eines teutschen Gelehrten vom vorigen Jahrhundert                                                                           | Olasz anekdoták egy német tudós múlt századi útinaplójából                                                                  | Weygand, Leipzig                                    | 1787      | |
| 14       | Meine Wanderungen. Ein Roman und doch voller Wahrheiten | Vándorlásaim. Regény, mégis tele igazságokkal                                                                               | Karl Friedrich Schneider, Lipcse                    | 1787      | GEK digitalizálási projektje                                                                              |
| 15       | Geschichte Blondchens. Ein überaus wahrscheinlicher Roman | A szőke lány története. Valósághű regény.                                                                                   | Johann Gottfried Heller, Halle                      | 1787      | WHAAK digitális archívuma                                                                                 |
| 16       | Liebe und Freundschaft. Ein Schauspiel in 5 Aufzügen | Szerelem és barátság – színjáték 5 felvonásban                                                                              | Karl Friedrich Schneider, Lipcse                    | 1787      | Bajor Állami Könyvtár (BÁKMDK) Müncheni Digitalizálási Központjának archívuma                             |
| 17       | Die Männer der Republik, ein Lustspiel in zwei Aufzügen | A köztársaság férfiai – vígjáték 2 felvonásban                                                                              | Severin, Weißenfels                                 | 1788      | BÁKMDK archívuma                                                                                          |
| 18       | Glossarium für das achtzehnte Jahrhundert | Glosszárium a XVIII. századhoz                                                                                              | Andreä, Frankfurt                                   | 1788      | BÁKMDK archívuma                                                                                          |
| 19       | Sie konnts nicht übers Herz bringen. Ein Schauspiel in fünf Aufzügen | Nem bírta rávenni magát – színjáték 5 felvonásban                                                                           | Fr. Severin, Weißenfels, Leipzig                    | 1788      | BÁKMDK archívuma                                                                                          |
| 20       | Beichten wie sie gebeichtet worden und vielleicht noch oft gebeichtet werden. Ein Beitrag zur Karakteristik des XVIII. Jahrhunderts, Theil 1                            | Vallomások, ahogy elmondták őket... Tanulmány a XVIII. század jellemzéséhez, 1. kötet                                       | Róma                                                | 1789      | BÁKMDK archívuma                                                                                          |
| 21       | Der Schleier | A fátyol | -                                                   | 1789      | online (németül)                                                                                          |
| 22       | Aechte und deutliche Beschreibung der Bastille von ihrem Ursprunge an bis zu ihrer Zerstöhrung nebst einigen dahingehörigen Anekdoten                                   | A Bastille hiteles és részletes leírása eredettől a lerombolásáig, kapcsolódó anekdotákkal együtt                           | Frankfurt/Lipcse                                    | 1789      | - |
| 23       | Gallerie galanter Damen | Gáláns hölgyek képtára | Montag, Regensburg                                  | 1790–1791 | Bd.3 online                                                                                               |
| 24       | Skizzen aus dem Leben galanter Damen. Ein Beitrag zur Kenntniss weiblicher Karaktere, Sitten, Empfindungen, und Kunstgriffe der vorigen Jahrhunderte                    | Gáláns hölgyek életének vázlatai. Tanulmány a női jellemek, szokások, érzések és a múlt századi fortélyok ismeretéhez.      | Montag, Regensburg                                  | 1789–1791 | 1. kötet online (németül), 2. kötet online (németül), 3. kötet online (németül) 4. kötet online (németül) |
| 25       | Abentheuer, Meinungen und Schwänke galanter Männer. Ein Seitenstück zu den Skitzen aus den Leben galanter Damen                                                         | Gáláns urak kalandjai, véleményei és tréfái. Kiegészítő kötet a Gáláns hölgyek életének vázlatai c. műhöz.                  | Montag, Regensburg                                  | 1791      | online archívum                                                                                           |
| 26       | Die Zauberfloete. Eine Oper in drei Aufzuegen | A varázsfuvola – opera három felvonásban                                                                                    | Johann Samuel Heinsius, Lipcse                      | 1794      | - |
| 27       | Blanka Von Burgund | Burgundi Blanka | -                                                   | 1795      | GK archívum (németül)                                                                                     |
| 28       | Romantische Blätter | Romantikus lapok | -                                                   | 1798      | GK archívum (németül)                                                                                     |
| 29       | Abentheuer und Fahrten des Bürgers und Barbiers Sebastian Schnapps. Ein komischer Roman aus der neusten Zeit                                                            | Sebastian Schnapps polgár és borbély kalandjai és utazásai – komikus regény a legújabb kor divatjában                       | Lipcse                                              | 1798      | online (németül)                                                                                          |
| 30       | Rinaldo Rinaldini der Räuberhauptmann | Rinaldo Rinaldini a rablóvezér                                                                                              | Lipcse                                              | 1801      | 1. kötet (németül), 2. kötet (németül), 3. kötet (németül)                                                |
| 31       | Ferrandino. Fortsetzung der Geschichte des Räuber-Hauptmanns Rinaldini von dem Verfasser derselben                                                                      | Ferrandino. Rinaldini rablóvezér történetének folytatása, az eredeti szerző tollából                                        | Gräff, Lipcse                                       | 1800–1801 | 1.-3. kötet (németül), 4.-6. kötet (németül), 7.-9. kötet (németül)                                       |
| 32       | Sitah Mani, oder Karl XII Bey Bender | Sitah Mani, avagy XII. Károly Bender bég                                                                                    | -                                                   | 1809      | GK archívum (németül)                                                                                     |
| 33       | Curiositäten der physisch-literarisch-artistisch-historischen Vor- und Mitwelt                                                                                          | A fizikai, irodalmi, művészeti és történelmi világ kuriózumai – múlt és jelen                                               | -                                                   | 1811–1823 | Bd.1 online, Bd.2, Bd.3, Bd.4, Bd.5, Bd.6, Bd.7, Bd.8, Bd.9, Bd.10                                        |
| 34       | Historische Curiositäten | Történelmi érdekességek | Gleditsch, Lipcse                                   | 1814      | - |
| 35       | Die Vorzeit, oder Geschichte, Dichtung, Kunst und Literatur des Vor- und Mittel-Alters                                                                                  | A múltkor, avagy az ókor és középkor történelme, költészete, művészete és irodalma                                          | Keyser, Erfurt                                      | 1817–1821 | Bd.1 online, Bd.2, Bd.3, Bd.4                                                                             |
| 36       | Kurze Uebersicht der Geschichte der Schenken von Tautenburg | A nemes tautenburgi Schenk család rövid története                                                                           | Keyser, Erfurt                                      | 1820      | - |
| 37       | Truthina, das Wunderfräulein der Berge. In: Thüringische Sagen und Volksmährchen                                                                                        | Truthina, a hegyek csodálatos leánya. In: Thüringiai mondák és népmesék                                                     | -                                                   | 1822      | Mecklenburg-Elő-Pomerániai Digitális Könyvtár archívuma                                                   |
| 38       | Handwörterbuch der Mythologie der deutschen, verwandten, benachbarten und nordischen Völker                                                                             | A németek, valamint a rokon, szomszédos és északi népek mitológiájának kézikönyve                                           | Wilhelm Lauffer, Lipcse                             | 1826      | GK archívum (németül)                                                                                     |
| 39       | Glossarium für das Achtzehnte Jahrhundert. Mit einem Nachwort hrsg. von Alexander Košenina                                                                              | Szótár a XVIII. századhoz. Alexander Košenina utószavával                                                                   | Wehrhahn, Laatzen                                   | 2003      | - |

## Külső hivatkozások
Német nyelven:
- Wikimedia Commons tartalmak
- Wikidézetek
- Wikiforrás

- Német Állami Könyvtár (DNB) archívuma
- Német Digitális Könyvtár (DDB) archívuma
- Christian August Vulpius életrajza a Zeno.org-on
- Christian August Vulpius életrajza az archive.org-on
- Christian August Vulpius művei a Project Guttenbergen